# معمر بن مثنی
مَعمَر بن مُثَنّیٰ با کنیهٔ ابوعُبَیده (۷۴۷–۸۲۵م) شاعر و نویسندهٔ عراقی ارمنی‌اصل در سدهٔ دوم هجری بود. پدرش از باجروان ارمنستان بود. خود در بصره زاده شد و از اخفش کبیر و ابوعمرو بن العلاء و یونس بن حبیب آموخت. او را اباضی‌مذهب و شعوبی تند شدیدالتعصب بر عرب دانسته‌اند که «هیچ‌کس از زبانش سلامت نداشت». در بصره درگذشت و «هیچ‌کس در تشییع جنازه‌اش شرکت نجست». بیش از دویست اثر نگاشت.

حافظ بسیاری از اشعار و اخبار و انساب و از شاگردان خلیل ابن احمد بوده، و اولین بار دربارهٔ لغات و مجازات قرآن کتاب تألیف کرده‌است.